# Восточный (Волгоградская область)
Восточный — посёлок в Новоаннинском районе Волгоградской области России. Входит в состав Полевого сельского поселения.
Население 76 чел (2010).

## География
Расположен в северо-западной части области, в лесостепи, в пределах Хопёрско-Бузулукской равнины, являющейся южным окончанием Окско-Донской низменности. Есть пруд.
Уличная сеть состоит из четырёх географических объектов: Озёрный пер., ул. Дружбы, ул. Мира, ул. Сельская.
Абсолютная высота 137 метров над уровнем моря.

## История
В 1962 г. указом Президиума Верховного Совета РСФСР поселок 2-го отделения совхоза имени Вильямса переименован в Восточный.

## Население
| 2010 |
| ---- |
| 76   |

Гендерный состав
По данным Всероссийской переписи населения 2010 года в гендерной структуре населения из 76 жителей мужчин и женщин — по 36 (50 % каждая когорта).
Национальный состав
Согласно результатам переписи 2002 года, в национальной структуре населения
русские составляли 96 % из общей численности населения в 108 человек.

## Инфраструктура
Развитое сельское хозяйство. Личное подсобное хозяйство.

## Транспорт
Просёлочные дороги.